# エノク第二部隊の遠征ごはん
『エノク第二部隊の遠征ごはん』（エノクだいにぶたいのえんせいごはん）は、江本マシメサによる日本のライトノベル。小説家になろうにて2016年12月から2020年1月まで連載され、書籍版は単行本版が2017年8月から2020年3月までGCノベルズ（マイクロマガジン社）より刊行された後、文庫版が2022年12月からGCN文庫（マイクロマガジン社）より刊行中となっている。イラストは赤井てらが担当。

## あらすじ
森から出てきたエルフのメル・リスリスはエノク第二遠征部隊の衛生兵に就職した。しかし、あまりの料理のまずさに驚き、森での生活で得た知識を生かし、食生活を改善していく。

## 登場人物
メル・リスリス
本作の主人公。18歳、身長は148センチメートルほどで、栗毛のお下げ髪。森の奥のフォレ・エルフの貧乏大家族に生まれた。エルフの割には、不器量で、魔力もない。狩猟も苦手だが、家事は得意。妹たちの為に、出稼ぎに出て、エノク第二遠征部隊の衛生兵となった。ルードティンクには、「野ウサギ」と呼ばれる。実は高い魔力持ちであるが、生贄にされるのを防ぐため、医師が魔力なしと診断していただけであった。
クロウ・ルードティンク
エノク第二遠征部隊隊長。放置されて伸びまくった髭のせいで老けて見える青年。伯爵家の次男でメリーナという美人の婚約者がいる。紫の目に、灰色の刈り上げ髪、無精髭という容姿に加え、身長185センチメートルほどの大柄で、背中には大剣を背負う。その風貌から、リスリスには「山賊」といわれ、20歳の割には老けて見える。公の場に出る際は髭を剃っている。アメリア保護の際、幻獣局員と揉め、暴力沙汰になり、第二部隊全員で入牢した際には、第三十二代目の牢屋主になっている。実は甘い食べ物は苦手。
アンナ・ベルリー
エノク第二遠征部隊副隊長。25歳。黒髪、碧眼、短髪で、身長は170センチメートルほどの双剣使い。面倒見もよく、慕われている。
ガル・ガル
エノク第二遠征部隊の槍使い。28歳。赤毛、灰色の目、身長は190センチメートルほどの狼獣人。寡黙な性格で作中ではほとんど喋らない。他の隊員よりも比較的早い段階でアメリアやスラちゃんなど、幻獣にも懐かれている。
ジュン・ウルガス
エノク第二遠征部隊の一番の下っ端。17歳。茶髪、茶色の目で身長175センチメートルほどの弓使い。リスリスと共同で、炊事や掃除を担っている。元気で明るい。
アメリア
幻獣鷹獅子（グリフォン）。王女に危害を加え、南の島に潜伏中、任務で捜索に来たリスリスに保護される。リスリスに懐き、後に契約を結ぶ。
アルブム
シロイタチの姿をした自称高位妖精。森の妖精を支配し、人を襲わせ、食べ物を奪っていた。第二部隊に捕獲され、リヒテンベルガー侯爵と契約を結ぶ。しかし本人は侯爵を苦手にしているうえ、食い気優先でリスリスに（半ば無理矢理）同行していることが多い。リスリスを「パンケーキノ娘」と呼ぶ。
ニクス
森の妖精の革で作られた魔法の鞄。妖精としての意識を保ち契約者と話すことも可能。本来の妖精の力で収納魔法が使えるので大量のものを収納できる。不法に捕獲・加工され売られていたところ、リスリスと遭遇し契約。書籍版には登場しない。
ステラ
黒銀狼（フェンリル）。未契約の状態で幻獣誘拐団に捕まっていたが、誘拐団壊滅時に脱出。食料をくれたリスリスに懐き契約する。
エスメラルダ
魔石獣（カーバンクル）。魔法使い事件の結果、（ほぼ無自覚で）リスリスが契約を結ぶ。お嬢様気質。
ルーチェ
フォレ・エルフの村の奥に封印されていた邪龍が退治（浄化）され変じた小竜。リスリスに名付けられ契約する。
スラちゃん
スライム工場の元工場長アレキサンダー・レートが、スライムを解放するという事件の際に、第二部隊によって保護されたスライム。魔物研究局が引き受けを拒否し、魔法研究局が手当てを出して、ガルに世話を委託した。
ザラ・アート
金髪、碧眼、長髪の美人。しかし、実は男性。「猛き戦斧の貴公子」と謳われたほどの勇猛な騎士。幻獣の山猫(イルベス)を飼っている。
マリウス・リヒテンベルガー
王国幻獣保護局局長にして侯爵。大の幻獣好きであり、私財をなげうって、幻獣保護局を設立し、アメリアがリスリスにしか懐かないとなると、リスリスを世話役に命じたうえ、養子にしようとした。リスリスに魔法を教えている。
リーゼロッテ・リヒテンベルガー
マリウスの娘。眼鏡をかけた知的な美人。幻獣保護局に勤めていたが、アメリア護衛のため、騎士団に入った炎術師。
シャルロット
銀髪に褐色の肌、琥珀色の大きな瞳の狐獣人の少女。暮らしていた森の火災から避難中に奴隷商に捕まってしまっていたが、第二遠征部隊によって助け出される。後に、第二遠征部隊専属メイドとなる。Web版には登場しない。
シエル・アイスコレッタ
東にある大陸にある大国セレディンティア国で大英雄と称される魔法剣士。常に全身鎧を着ている。国を出奔したのは、大昔に異世界から召喚された人物が残した物語に語られる『すろーらいふ』をするため。

## 既刊一覧

### 小説
- 江本マシメサ・赤井てら、マイクロマガジン社〈GCノベルズ〉、全7巻
  1. 『エノク第二部隊の遠征ごはん』2017年8月30日発売[3]、ISBN 978-4-89637-647-0
  2. 『エノク第二部隊の遠征ごはん2』2017年12月27日発売[4]、ISBN 978-4-89637-680-7
  3. 『エノク第二部隊の遠征ごはん3』2018年4月28日発売[5]、ISBN 978-4-89637-744-6
  4. 『エノク第二部隊の遠征ごはん4』2018年10月30日発売[6]、ISBN 978-4-89637-828-3
  5. 『エノク第二部隊の遠征ごはん5』2019年4月27日発売[7]、ISBN 978-4-89637-874-0
  6. 『エノク第二部隊の遠征ごはん6』2020年2月29日発売[8]、ISBN 978-4-89637-984-6
  7. 『エノク第二部隊の遠征ごはん7』2020年3月30日発売[9]、ISBN 978-4-89637-991-4
- 江本マシメサ・赤井てら、マイクロマガジン社〈GCN文庫〉、既刊6巻（2025年7月22日現在）
  1. 『エノク第二部隊の遠征ごはん 文庫版 1』2022年12月20日発売[10]、ISBN 978-4-86716-375-7
  2. 『エノク第二部隊の遠征ごはん 文庫版 2』2023年2月20日発売[11]、ISBN 978-4-86716-394-8
  3. 『エノク第二部隊の遠征ごはん 文庫版 3』2023年7月20日発売[12]、ISBN 978-4-86716-447-1
  4. 『エノク第二部隊の遠征ごはん 文庫版 4』2024年1月19日発売[13]、ISBN 978-4-86716-520-1
  5. 『エノク第二部隊の遠征ごはん 文庫版 5』2024年11月20日発売[14]、ISBN 978-4-86716-645-1
  6. 『エノク第二部隊の遠征ごはん 文庫版 6』2025年7月22日発売[15]、ISBN 978-4-86716-802-8

### 漫画
- 江本マシメサ・赤井てら（原作）、福原蓮士（漫画） 『エノク第二部隊の遠征ごはん』 KADOKAWA〈ドラゴンコミックスエイジ〉、全4巻
  1. 2018年4月28日発売[16]、ISBN 978-4-04-072667-0
  2. 2018年10月9日発売[17]、ISBN 978-4-04-072908-4
  3. 2019年5月9日発売[18]、ISBN 978-4-04-073150-6
  4. 2019年11月9日発売[19]、ISBN 978-4-04-073386-9
- 江本マシメサ・赤井てら（原作）、武シノブ（漫画） 『エノク第二部隊のはらぺこ遠征ごはん』 主婦と生活社〈PASH!コミックス〉、既刊6巻（2024年4月5日現在）
  1. 2020年8月28日発売[20]、ISBN 978-4-391-15520-4
  2. 2021年3月5日発売[21]、ISBN 978-4-391-15561-7
  3. 2021年11月5日発売[22]、ISBN 978-4-391-15658-4
  4. 2022年6月3日発売[23]、ISBN 978-4-391-15751-2
  5. 2023年4月7日発売[24]、ISBN 978-4-391-15896-0
  6. 2024年4月5日発売[25]、ISBN 978-4-391-16132-8